# Soisy-Bouy
Soisy-Bouy är en kommun i departementet Seine-et-Marne i regionen Île-de-France i norra Frankrike. Kommunen ligger i kantonen Provins som tillhör arrondissementet Provins. År 2022 hade Soisy-Bouy 844 invånare.

## Befolkningsutveckling
Antalet invånare i kommunen Soisy-Bouy
| Referens: INSEE |